# اوژر
اوژر (به فرانسوی: Augères) یک کمون در فرانسه است که در کروز واقع شده‌است. اوژر ۱۲٫۴۳ کیلومتر مربع مساحت دارد ۴۲۸ متر بالاتر از سطح دریا واقع شده‌است.